# Le Hérie-la-Viéville
Le Hérie-la-Viéville  es una comuna francesa situada en el departamento de Aisne, de la región de Alta Francia.

## Geografía
Está ubicada a 18 km al oeste de Vervins.

## Demografía
| 262 | 278 | 251 | 213 | 197 | 243 | 232 | 233 |
| Para los censos de 1962 a 1999 la población legal corresponde a la población sin duplicidades (Fuente: INSEE [Consultar]) |     |     |     |     |     |     |     |